# Worcester College

Worcester College

Worcester College est un collège de l'université d'Oxford.
Il est nommé d'après le baronnet du Worcestershire Thomas Cookes, bienfaiteur à l'origine de sa fondation en 1714.

## Personnalités liées au collège
- Thomas Lyttelton (1953), homme politique britannique.